# Giorgio Nardone

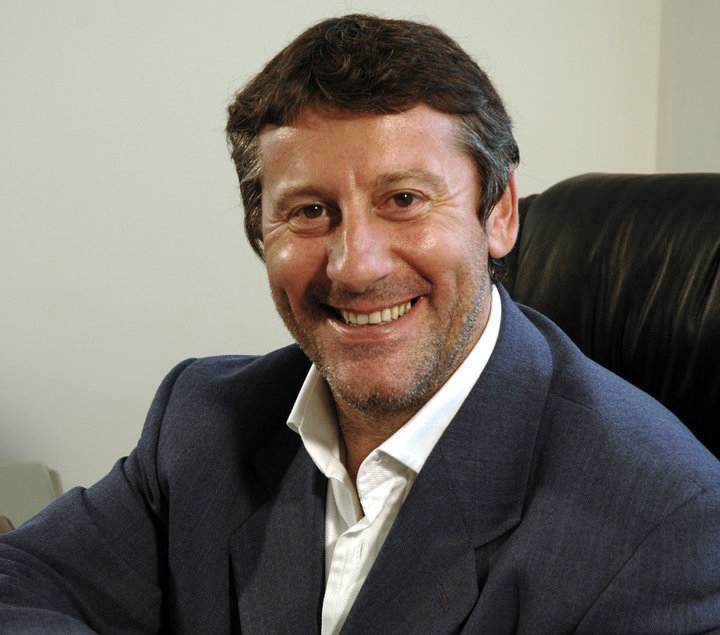
Giorgio Nardone

Giorgio Nardone (Arezzo, Italia, 13 de septiembre de 1958) es el director de la Escuela de Postgrado de Psicoterapia breve estratégica, ubicada en Arezzo, Italia y de la Escuela de Formación Empresarial en Comunicación y “Problem Solving Estratégico”, que se encuentra en Arezzo y también en Florencia, Italia. Él es el cofundador, junto con Paul Watzlawick (ya fallecido) del "Centro di Terapia Strategica" donde llevan a cabo el trabajo como psicoterapeutas, profesores e investigadores. Ha sido autor y coautor de más de 30 publicaciones, entre ellas muchos de sus libros que se han traducido del italiano al inglés, español, francés, ruso y japonés.

## Publicaciones
- Nardone G., Watzlawick, El arte del cambio: Trastornos fóbicos y obsesivos, Herder, Barcelona, 1992. ISBN 9788425418112
- Nardone G., Watzlawick, 1993 - El arte del cambio: la Terapia Estratégica e Hipnoterapia sin Trance Jossey - Bass, San Francisco, EE.UU.
- Nardone G., 1996 - Solución Breve Estratégica - Terapia orientada de los trastornos fóbicos y obsesivos
- Nardone G., Miedo, pànico, fobias: La terapia breve, Herder, Barcelona, 1997. ISBN 9788425420078
- Nardone G., E. Gianotti, Rocchi R, Modelos de familia: conocer y resolver los problemas entre padres e hijos, Herder, Barcelona, 2003. ISBN 9788425423321
- Nardone G., No hay noche que no vea el día: la terapia breve para los ataques de pánico, Herder, Barcelona, 2004. ISBN 9788425423499
- Nardone G., Psicosoluciones: Cómo resolver rápidamente problemas humanos imposibles, Herder, Barcelona, 2004. ISBN 9788425421815
- Nardone G., La intervención estratégica en los contextos educativos: Comunicación y «problem solving» para los problemas escolares, Herder, Barcelona, 2004. ISBN 9788425423772
- Nardone G., Watzlawick, P., 2005, Terapia Breve Estratégica, Rowman & Littlefield Publishers Inc, MD, EE.UU.
- Nardone G., C. Portelli, 2005 - Conocer a través de Cambio, La Evolución de la Terapia Breve Estratégica, Crown Publishing House, Carmarthen Reino Unido
- Nardone G., Corrígeme si me equivoco: Estrategias de diálogo en la pareja, Herder, Barcelona, 2006. ISBN 9788425424809
- Nardone G., Conocer a través del cambio: La evolución de la terapia breve estratégica, Herder, Barcelona, 2006. ISBN 9788425424977
- Nardone G., Problem Solving Estratégico: El arte de encontrar soluciones a problemas irresolubles, Herder, Barcelona, 2010. ISBN 9788425426728
- Nardone G., E. Giannotti, Rocchi R., 2008 - La evolución de los patrones de la familia y terapia indirecta con Adolescentes, Karnac Publishing, Londres
- Nardone G., R. Milanese, T. Verbitz. Las prisiones de la comida: Vomiting, Anorexia, Bulimia, Herder, Barcelona, 2011. ISBN 9788425428357
- Nardone G., El diálogo estratégico - Comunicar persuadiendo: Técnicas para conseguir el cambio, Herder, Barcelona, 2011. ISBN 9788425428432
- Nardone G., Terapia breve: Filosofía y arte, Herder, Barcelona, 2012. ISBN 9788425430480
- Nardone G., M. Selekman, Hartarse, vomitar, torturarse: La terapia en tiempo breve, Herder, Barcelona, 2013. ISBN 9788425431098
- Nardone G., El arte de la estratagema: Cómo resolver problemas difíciles mediante soluciones simples, Herder, Barcelona, 2013. ISBN 9788425431197
- Nardone G., Ayudar a los padres a ayudar a los hijos: Problemas y soluciones para el ciclo de la vida, Herder, Barcelona, 2015. ISBN 9788425433887
- Nardone G., C. Portelli, Obsesiones, compulsiones, manías: Entenderlas y superarlas en tiempo breve, Herder, Barcelona, 2015. ISBN 9788425433900
- Nardone G., El arte de mentirse a sí mismo y de mentir a los demás, Herder, Barcelona, 2016. ISBN 9788425434327
- Nardone G., La terapia de los ataques de pánico: Libres para siempre del miedo patológico, Herder, Barcelona, 2016. ISBN 9788425439087
- Nardone G., E. Balbi, Surcar el mar a espaldas del cielo: Lecciones sobre el cambio terapéutico y las lógicas no ordinarias. Herder, Barcelona, 2018. ISBN 9788425441943
- Nardone G., E. Valteroni, La anorexia juvenil: Una terapia eficaz y eficiente para los trastornos alimentarios, Herder, Barcelona, 2018. ISBN 9788425442032
- Nardone G., La estupidez estratégica. Cómo construir éxitos fallidos o evitar hacerlo, Herder, Barcelona, 2023. ISBN 9788425450396